# 加尔西良
加尔西良，是西班牙卡斯蒂利亚-莱昂塞戈维亚省的一个市镇。 总面积22平方公里，总人口368人（2001年），人口密度17人/平方公里。